# Phaeogalera
Phaeogalera Kühner – rodzaj grzybów z rodziny podziemniczkowatych (Hymenogastraceae). Należą do niego 2 gatunki, w Polsce występuje jeden (Phaeogalera stagnina)

## Systematyka i nazewnictwo
Pozycja w klasyfikacji według Index Fungorum: Hymenogastraceae, Agaricales, Agaricomycetidae, Agaricomycetes, Agaricomycotina, Basidiomycota, Fungi.
W wyniku badań filogenetycznych taksonomia tego rodzaju uległa zmianie. Według Index Fungorum jest to synonim rodzaju Galerina (hełmówka).

## Gatunki
- Phaeogalera sphagneti Kühner 1973
- Phaeogalera stagnina (Fr.) Pegler & T.W.K. Young 1975

Nazwy naukowe na podstawie Index Fungorum.